# Marcus Tobiasson
Marcus Tobiasson, född 12 augusti 1987, är en svensk tidigare handbollstränare och handbollsspelare (mittnia). Han är bror till tidigare fotbollsspelaren Andreas Tobiasson och son till Ove Tobiasson, tidigare fotbollsmålvakt och målvaktstränare i IFK Göteborg.

## Karriär
Marcus Tobiasson började spela i IK Sävehof och fortsatte där och flyttades upp i A-truppen 2005. Han debuterade i svenska U21-landslaget 2007 och började spela som mittnia i Sävehofs elitserielag. Han var med i truppen som tog SM-guld 2010.
I januari 2011 bytte han klubb till Önnereds HK, men drabbades av hjärt- och blodproblem som omöjliggjorde all handboll under hela säsongen 2011/2012. Så småningom blev han så frisk att han kunde spela på nytt och var 2013 med och förde upp Önnereds HK till elitserien. Klubben ramlade ur igen och Tobiasson slutade spela och blev assisterande tränare säsongen 2015/2016, till och med säsongen 2021/2022 då han avslutade tränarkarriären.

## Klubbar

### Som spelare
- IK Sävehof (2005–2011)
  - →  Önnereds HK (lån, 2011)
- Önnereds HK (2011–2015)

### Som tränare
- Önnereds HK (assisterande, 2015–2022)

## Meriter
- U21-VM-guld 2007 med Sveriges U21-landslag
- SM-guld 2010 med IK Sävehof

## Landslag
- U21-landslaget: 7 landskamper, 4 mål. Spelade alltså mycket lite i laget som tog guld vid U21-VM[4]